# 卡尔·赫尔曼·察恩
卡尔·赫尔曼·察恩（1865年12月3日—1940年2月8日）是一位德国植物学家，他是山柳菊属的主要权威。
他在卡尔斯鲁厄（1884-85）接受了教育，并于1891年开始在海德堡担任高中教师。后来，他在布赖斯高地区的弗莱堡和多瑙艾辛根教授高中课程。在1923年，他被任命为卡尔斯鲁厄应用技术大学的几何、化学和材料技术教授。

## 发表作品
- Die Hieracien der Schweiz, 1906 – 瑞士的山柳菊属
- Les Hieracium des Alpes maritimes, 1916 – 阿尔卑斯山脉的山柳菊属
- Compositae-Hieracium – 从1921年到1957年出版了12个版本[2]

察恩为阿道夫·恩格勒的“Das Pflanzenreich”以及阿舍尔松和格雷布纳的“Synopsis der mitteleuropäischen Flora”做出了涉及山柳菊属的宝贵贡献。